# Макарівка (зупинний пункт)
Мака́рівка — зупинний пункт Ніжинського напряму Київської дирекції Південно-Західної залізниці на лінії Ніжин — Київ-Пасажирський. Розташована між зупинним пунктом Марківці (4 км) та станцією Бобровиця (4 км) поблизу села Макарівка.
Платформу було відкрито у 1964 році. Лінію електрифіковано в 1964 році.